# Une fille de Paris
Pour plus de détails, voir Fiche technique et Distribution.
Une fille de Paris (Ein Mädchen aus Paris) est une comédie romantique ouest-allemande réalisée par Franz Seitz Jr. et sortie en 1954.

## Synopsis
Il y a 25 ans, le vieux Louis Schubarth a émigré d'Allemagne en France. Il s'y est installé à Paris et a développé par la suite une entreprise d'import-export de fruits tropicaux et de légumes. Tout son amour va à sa collection d'art asiatique ... et à sa fille Madeleine, qui est devenue entre-temps une jeune femme séduisante. Outre-Rhin vit Mathias Wilbers, de la même génération que Louis et fabricant d'instruments à vent à Hückeswagen, en Westphalie. Un jour, les deux hommes se rendent à une vente aux enchères d'art à Munich, où une série d'objets asiatiques de choix est mise en vente. Pendant la vente, les deux hommes se livrent à une véritable bataille d'enchères, l'un ne faisant aucun cadeau à l'autre. Ce n'est que tardivement que Wilbers et Schubarth se reconnaissent : ils étaient autrefois, bien avant la guerre, des camarades d'études. Ces retrouvailles sont célébrées dans la bonne humeur. Louis fait finalement la connaissance de Robert, le fils adulte de Wilbers, et se prend d'affection pour le jeune homme.
Dans une ambiance bien arrosée de bière, couplée à la joie des retrouvailles, Louis a l'idée de mettre en relation sa Madeleine, étudiante en droit, avec le Robert de Mathias, qui a également suivi des cours de droit. Les deux vieux échafaudent un plan : Madeleine doit venir à Munich et y passer quelques semestres à l'étranger. Robert s'engage à garder un œil sur la jolie blonde, afin que son attention soit entièrement consacrée à ses études et non à d'autres tentations. Madeleine se rend effectivement sur place, malgré un enthousiasme fortement réduit au départ. Robert est enchanté lorsqu'il voit la charmante et sympathique Française. La jeune fille de Paris fait battre son cœur plus fort, et l'étudiant allemand se met en tête d'introduire Madeleine dans son Munich personnel. Au son de la musique et de la danse, les deux tourtereaux se rapprochent et commencent à tomber amoureux. Lorsqu'un jour, un prétendant de Madeleine la rejoint depuis Paris, les premiers nuages apparaissent dans le ciel. Après la fuite temporaire de Madeleine à la suite de quelques crises de jalousie et malentendus qui ternissent temporairement le bonheur de Madeleine et Robert, le couple franco-allemand réalise qu'il est fait pour durer.

## Fiche technique
- Titre français : Une fille de Paris[1]
- Titre original allemand : Ein Mädchen aus Paris[2],[3]
- Réalisateur : Franz Seitz Jr.
- Scénario : Karl Peter Gillmann (de)
- Photographie : Heinz Schnackertz (de)
- Montage : Wolfgang Wehrum (de)
- Musique : Peter Kreuder
- Sociétés de production : Ariston-Film GmbH
- Pays de production :  Allemagne de l'Ouest
- Langue originale : allemand
- Format : Noir et blanc - 1,37:1 - Son mono - 35 mm
- Durée : 90 minutes
- Genre : comédie romantique
- Dates de sortie :
  - Allemagne de l'Ouest : 23 novembre 1954
  - France : 12 juillet 1955

## Distribution
- Etchika Choureau : Madeleine Schubarth
- Erich Schellow : Robert Wilbers
- Hans Leibelt : Mathias Wilbers
- Josef Sieber : Louis Schubarth
- John van Dreelen : Le prétendant de Madeleine
- Margarete Haagen
- Angèle Durand
- Bruno Hübner
- Herbert Hübner
- Rolf Olsen